# Evangelische Kirche (Weipoltshausen)

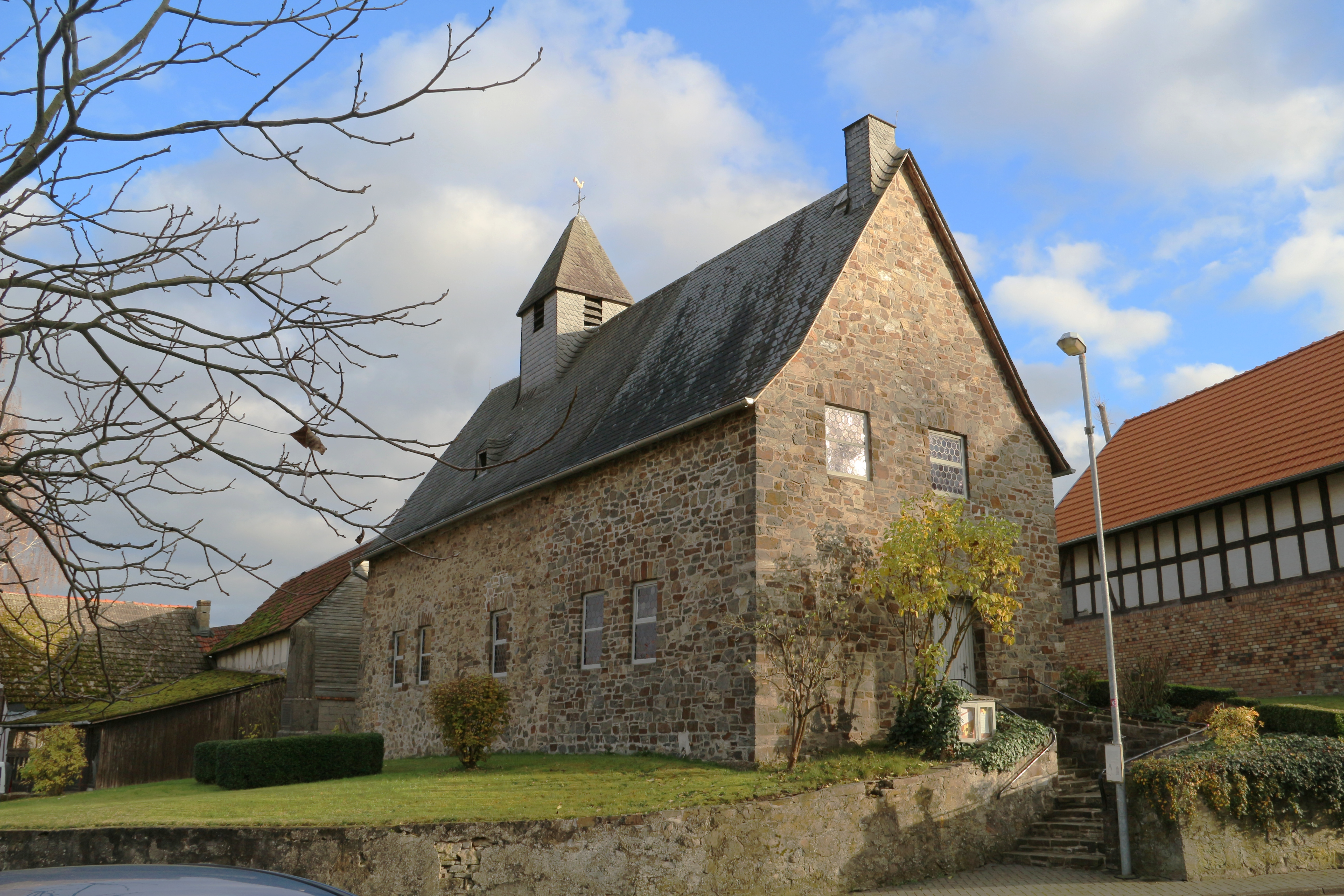
Kirche in Weipoltshausen von Nordwesten

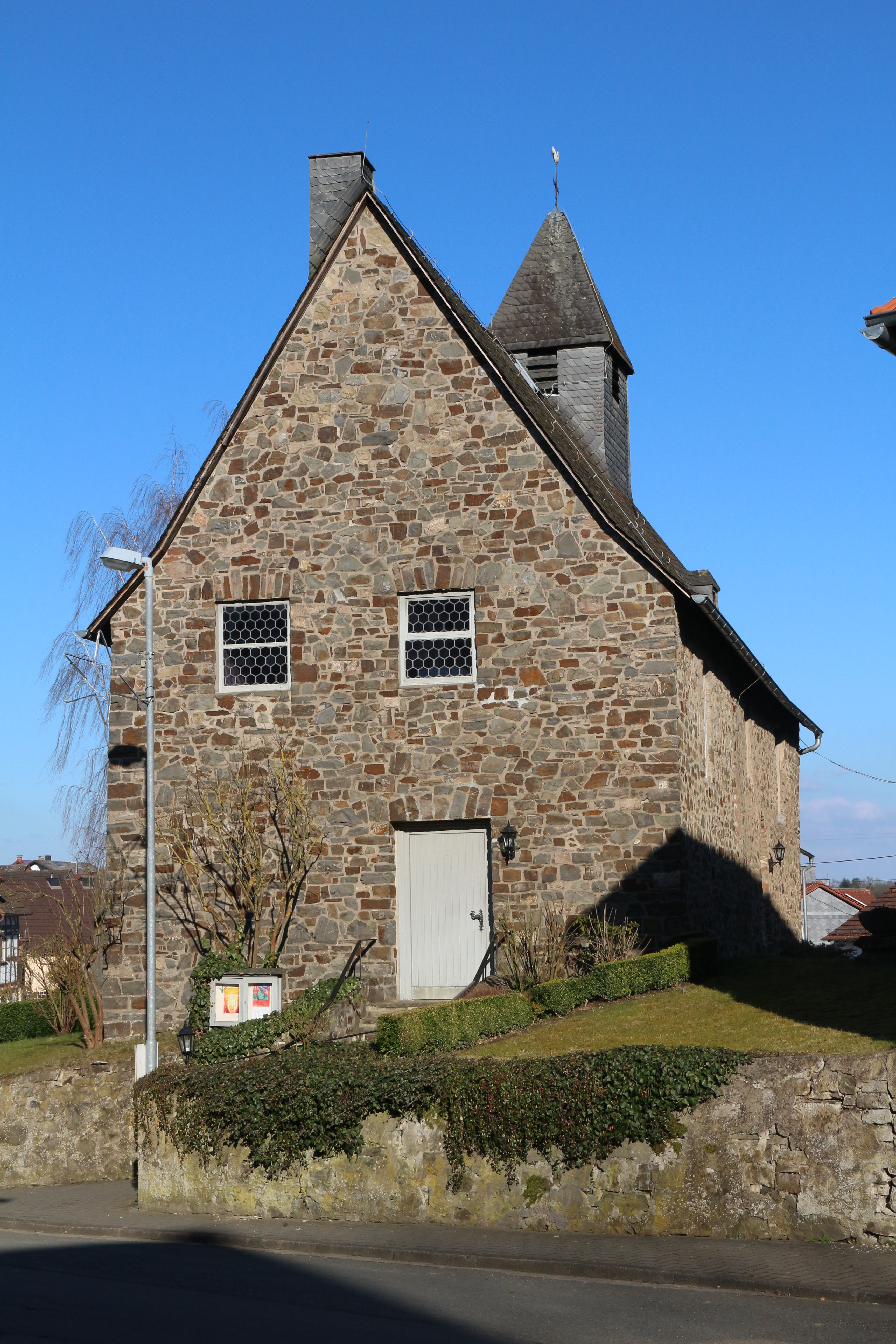
Blick von Westen

Die Evangelische Kirche in Weipoltshausen in der Gemeinde Lohra im Landkreis Marburg-Biedenkopf (Hessen) ist eine Saalkirche des 16. Jahrhunderts. Die denkmalgeschützte Kirche mit eingezogenem Rechteckchor und kleinem Dachreiter wurde im Jahr 1965 westlich auf die doppelte Länge erweitert.

## Geschichte
Auf die Existenz einer Kirche im Jahr 1234 lässt sich durch Urkunden schließen, auch wenn die rechtliche Stellung der Kirche unklar bleibt. Im späten Mittelalter gehörte Weipoltshausen in kirchlicher Hinsicht zum Sendbezirk Lohra und war dem Dekanat Amöneburg im Archidiakonat St. Stephan in der Erzdiözese Mainz zugeordnet.
Mit Einführung der Reformation wechselte der Ort als Filiale von Kirchvers ab 1527 zum evangelischen Bekenntnis. Eine kleine Kirche wurde im 16. Jahrhundert gebaut. Am Ende des 16. Jahrhunderts bildete Weipoltshausen mit Kirchvers und Rodenhausen ein Kirchspiel. Im Jahr 1604 nahm die Kirchengemeinde unter Landgraf Moritz den reformierten Glauben an, um mit dessen Abdankung 1624 endgültig zum lutherischen zurückzukehren.
Im Jahr 1965 wurde die Kirche auf die doppelte Länge erweitert. Die neue Westwand erhielt in diesem Zuge eine neue Eingangstür.
Weipoltshausen gehört heute zum Pfarrbezirk III des Großkirchspiels Lohra im Kirchenkreis Marburg innerhalb der Evangelischen Kirche von Kurhessen-Waldeck.

## Architektur

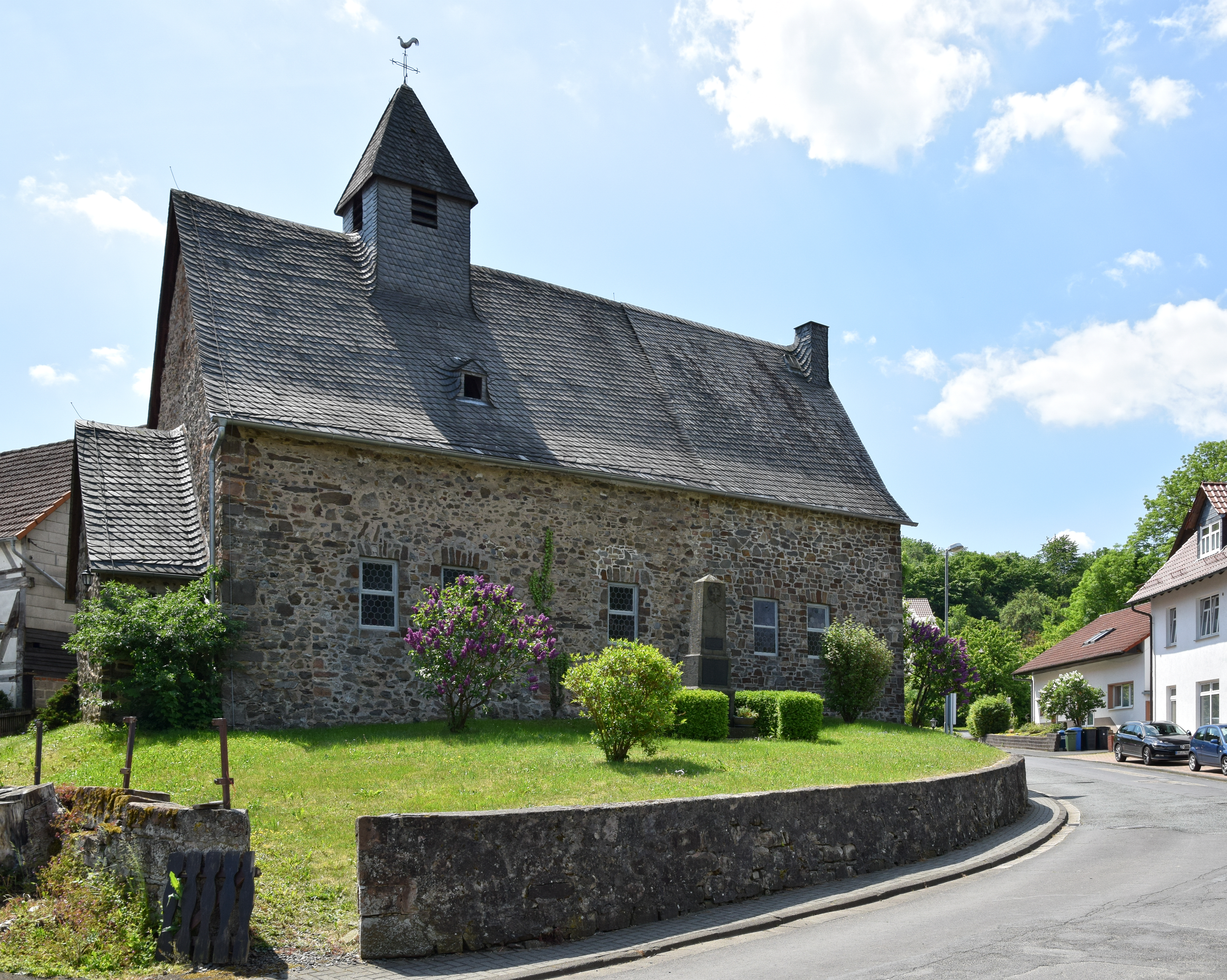
Nordseite, links ist der kleine Rechteckchor zu sehen.

Der in etwa geostete Saalbau auf rechteckigem Grundriss aus unverputztem Bruchsteinmauerwerk mit geradem Chorschluss ist im Ortszentrum etwas erhöht errichtet. Er wird teilweise von einer niedrigen Mauer umgeben.
An den älteren Ostteil ist das Langhaus von 1965 in gleicher Bauart und in derselben Breite und Höhe wie die frühere Kirche angebaut. Im Osten ist der niedrige Rechteckchor mit einem kleinen Satteldach gegenüber dem Schiff eingezogen. Altes und neues Langhaus werden durch ein gemeinsames steiles, verschiefertes Satteldach verbunden. Über dem Ostteil ist ein kleiner verschieferter Dachreiter aufgesetzt. Der quaderförmige Schaft hat vier rechteckige Schallöffnungen für das Geläut. Das Zeltdach des Dachreiters wird von einem Kreuz und einem Wetterhahn bekrönt.
Ein hochrechteckiges Westportal und ein spitzbogiges Südportal erschließen die Kirche. Bis 1965 gab es nur das Südportal. Der Innenraum wird durch kleine Rechteckfenster belichtet: drei hochsitzende im Süden, fünf niedrigsitzende im Norden und zwei hochsitzende in der westlichen Giebelseite. Die Ostseite hat ein rundbogiges Bleiglasfenster. Innen in der Kirche ist in der Ostwand für den Altar eine große Nische mit einer Spitzbogentonne eingelassen.

## Ausstattung

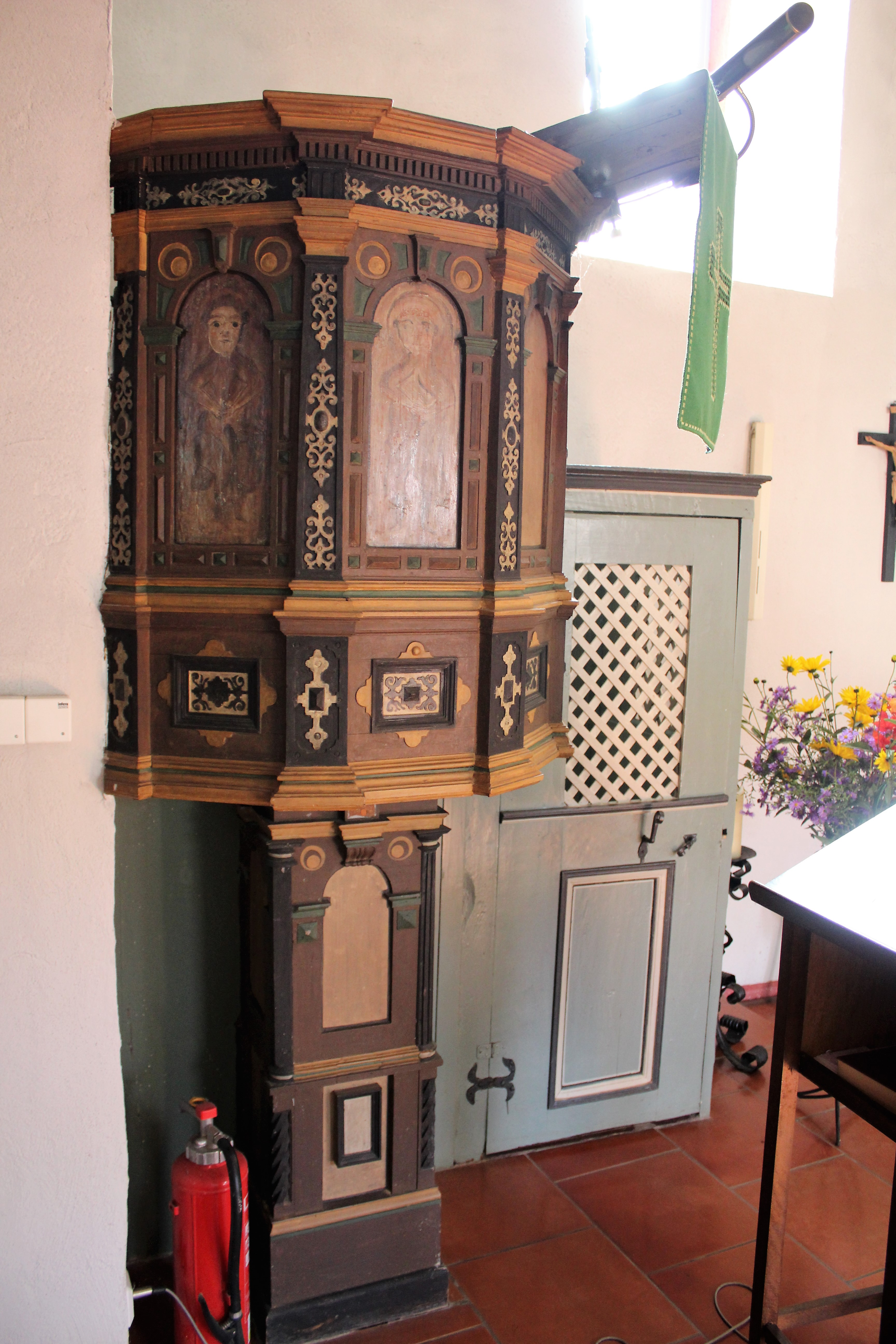
Reich verzierte Kanzel

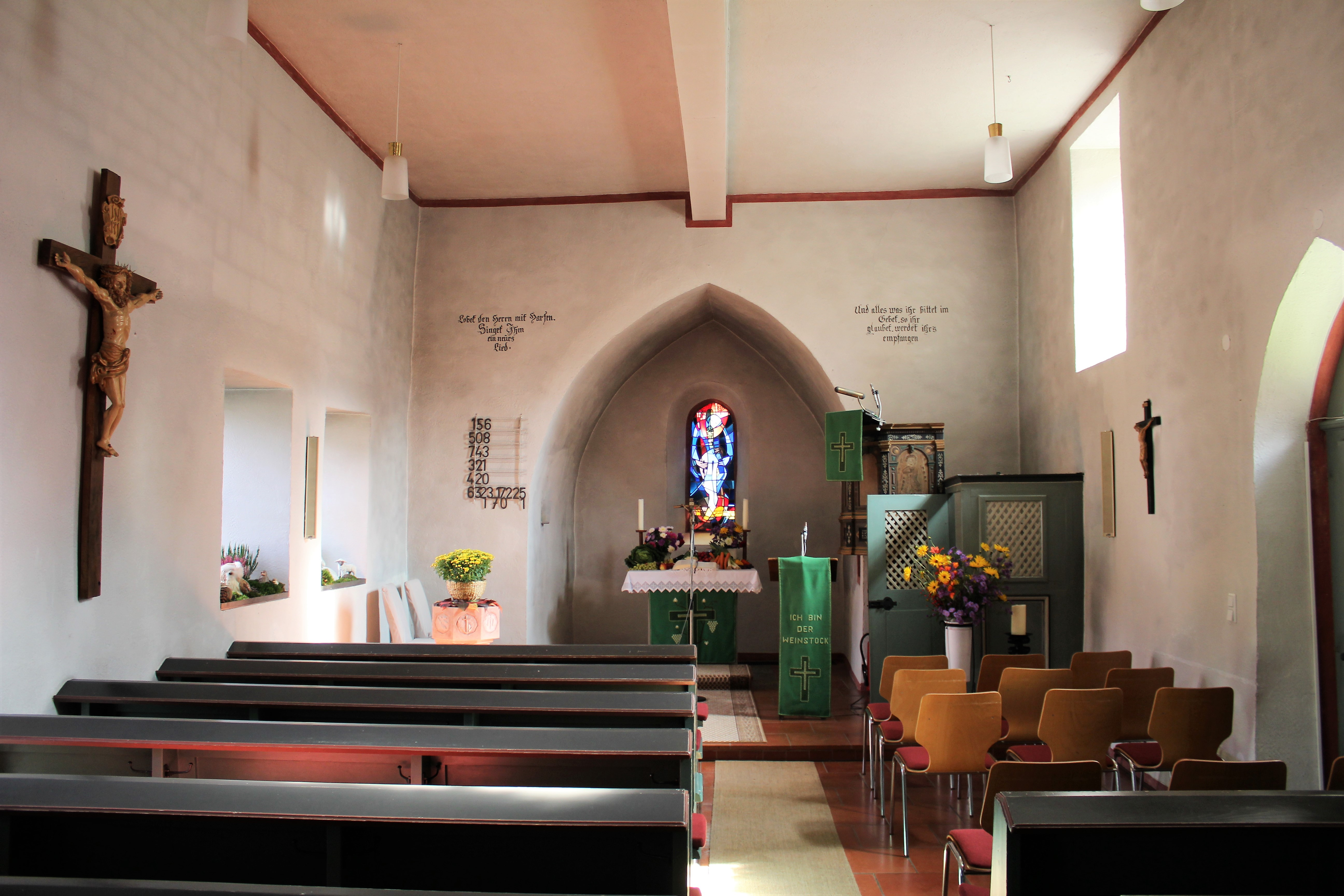
Blick auf den Altarbereich

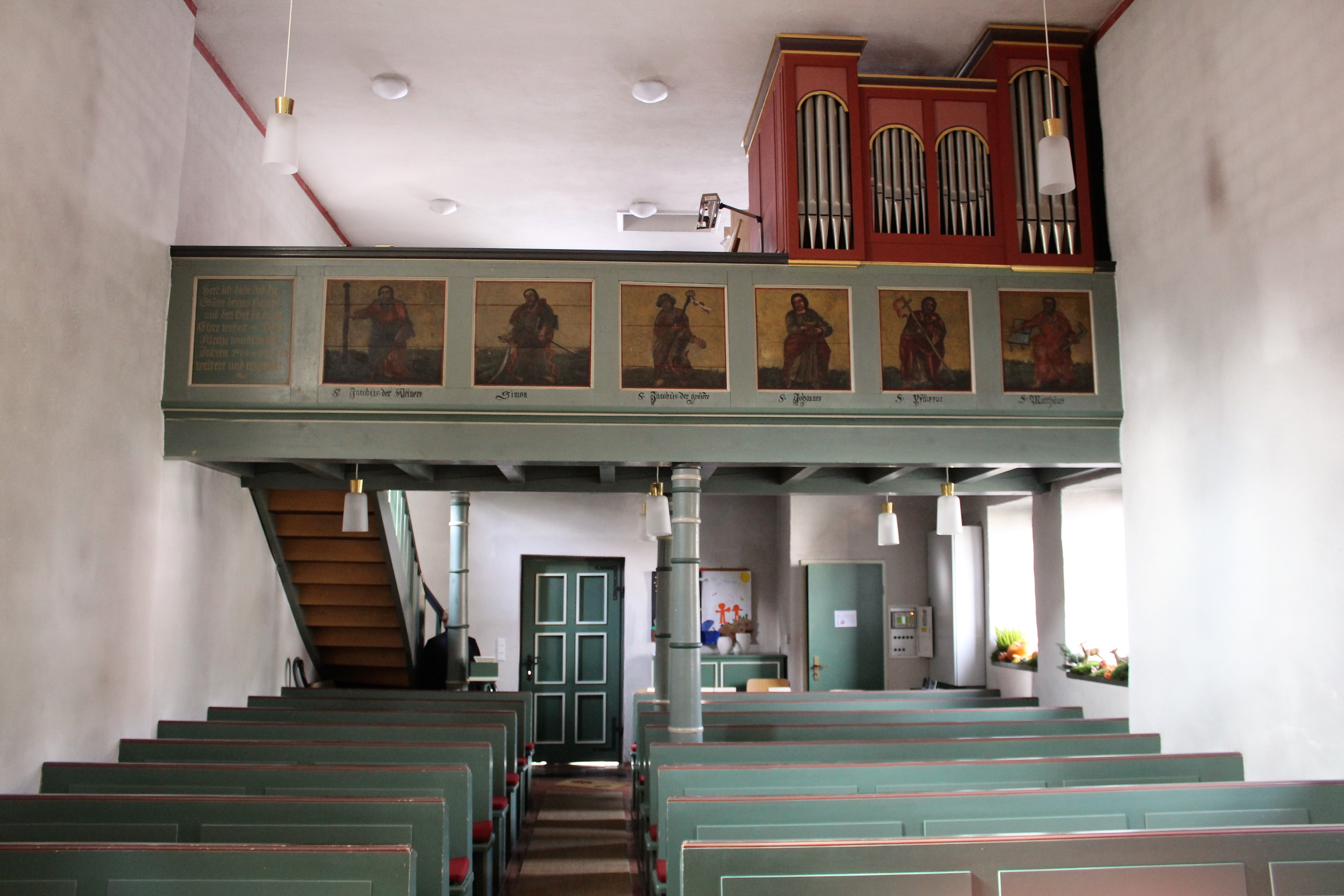
Blick nach Westen

Der Innenraum wird durch eine Flachdecke abgeschlossen, die auf einem Längsunterzug ruht. Die Westempore ist etwas zur Mitte der Kirche versetzt und dient als Aufstellungsort für die Orgel. Sie ruht auf zwei Rundsäulen und trägt in den Füllungen Brüstungsmalereien mit sechs Aposteln und ihren Symbolen. Dargestellt werden Jakobus der Jüngere, Simon, Jakobus der Ältere, Johannes, Philippus und Matthäus. Die Brüstungsmalereien schuf der Maler Assmann aus Gladenbach-Weidenhausen im Jahr 1788. Sie hingen ursprünglich an den Emporen der Kirche in Kirchvers und gehören zu einem Zyklus, der 30 Bilder umfasst. Nach dem Umbau der Kirchverser Empore kamen die Bilder nach Weipoltshausen. Links von den Gemälden ist eine Bauinschrift mit einem Bibelvers aus Ps 26,8  aufgemalt: „Herr, ich habe lieb die Stätte deines Hauses und den Ort, da deine Ehre wohnt. Diese Kirche wurde in den Jahren 1965–1966 erweitert und erneuert.“
Die polygonale hölzerne Kanzel stammt aus der ersten Hälfte des 17. Jahrhunderts und ist im Stil des Manierismus reich ornamentiert. Die Kanzelfelder werden durch Eckpilaster gegliedert und haben unter Rundbögen bäuerliche Darstellungen der Evangelisten. An der Südwand gewährt ein angeschlossener Pfarrstuhl, der oben vergittertes Rautenwerk hat, den Zugang zur Kanzel. Oberhalb der Kanzel ist ein Bibelvers aus Mt 21,22  aufgemalt, links der Chornische Ps 98,5a+1a .
Der achtseitige Taufstein ist aus rotem Sandstein gefertigt. Der Blockaltar steht in der östlichen Nische und trägt ein kleines Altarkreuz des Dreinageltypus. An der Nordwand ist ein großes Kruzifix angebracht. Das hölzerne Kirchengestühl aus längeren Bänken im Norden und kürzeren im Süden lässt einen Mittelgang frei.

## Orgel

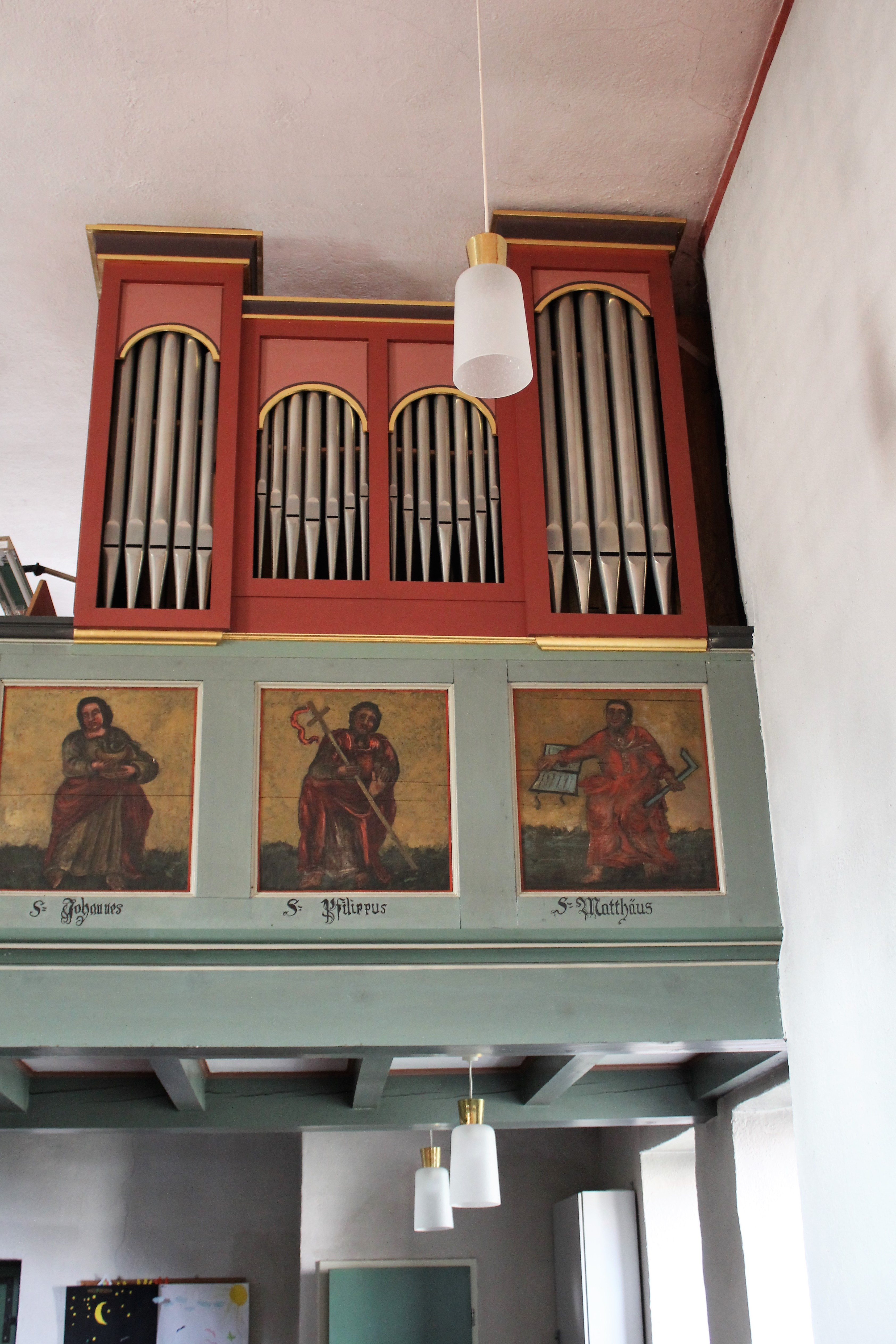
Böttner-Orgel von 1995

Die heutige Orgel wurde im Jahr 1995 von Christoph Böttner gebaut. Das Vorgängerinstrument, ein kleines Orgelpositiv von Bruno R. Döring (Neukirchen (Knüll)) aus dem Jahr 1967 mit drei Registern, dient heute als Chororgel im Stift Wetter. Die Böttner-Orgel verfügt über zehn Register, die auf einem Manual und Pedal verteilt sind. Der flache Prospekt mit vier rundbogigen Pfeifenfeldern ist klassisch gestaltet. Die Disposition lautet wie folgt:
| I Manual C–  |       |
| Gedackt      | 8′    |
| Weidenpfeife | 8′    |
| Prinzipal    | 4′    |
| Koppelflöte  | 4′    |
| Quinte       | 2 ⁄3′ |
| Schwiegel    | 2′    |
| Mixtur III   | 1 ⁄3′ |

| Pedal C–      |     |
| Subbass       | 16′ |
| Gedacktbaß    | 8′  |
| Holzprinzipal | 4′  |

- Koppeln: I/P